# ビョルン・ノルドクヴィスト
ビョルン・ノルドクヴィスト（Björn Nordqvist, 1942年10月6日 -）は、スウェーデン出身の元サッカー選手、元アイスホッケー選手。

## 経歴
スウェーデン代表の主将として1970年のFIFAワールドカップ・メキシコ大会、1974年のFIFAワールドカップ・西ドイツ大会、1978年のFIFAワールドカップ・アルゼンチン大会に出場し、1960年代から1970年代に掛けて国際Aマッチ115試合に出場した。この記録は当時の世界記録であり、スウェーデン国内においてもトーマス・ラヴェリによって塗り替えられるまで最多記録であった。
クラブレベルではIFKノーショーピング時代にリーグ制覇、PSVアイントホーフェン時代にKNVBカップ制覇に貢献した。また1968年にはスウェーデン年間最優秀選手賞を受賞した。
またサッカー選手だけではなく、冬季にはアイスホッケーの選手としても活躍、その腕前も国際レベルであった。

## 個人タイトル
- グルドボレン：1回 (1968)